# Nicola Pietrangeli

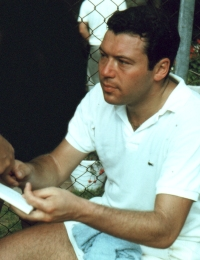
Pietrangeli im Jahr 1964

Nicola „Nicky“ Pietrangeli (* 11. September 1933 in Tunis) ist ein ehemaliger italienischer Tennisspieler.

## Leben
Pietrangeli gewann 1959 und 1960 den Einzeltitel bei den Französischen Meisterschaften. Auch 1961 und 1964 erreichte er dort das Finale, unterlag allerdings dem Spanier Manuel Santana. Auf Rasen gelang ihm 1960 mit dem Einzug ins Halbfinale der Wimbledon Championships der größte Erfolg.
Pietrangeli ist bis heute der erfolgreichste Spieler in Italiens Davis-Cup-Geschichte. So erzielte er zwischen 1954 und 1972 nicht weniger als 120 Siege im Einzel und Doppel, mit 66 Teilnahmen ist er darüber hinaus Rekordspieler seines Landes. 1960 und 1961 erreichte er das Endspiel im Davis Cup, die italienische Mannschaft musste sich allerdings jeweils Australien geschlagen geben. Als Kapitän führte er Italien dann schließlich 1976 zum Gewinn des Davis Cup.
1986 wurde Nicola Pietrangeli in die International Tennis Hall of Fame aufgenommen.

## Titel

### Einzel
| Nr. | Jahr | Turnier                      | Finalgegner    | Ergebnis                |
| --- | ---- | ---------------------------- | -------------- | ----------------------- |
| 1.  | 1957 | Rom                          | Giuseppe Merlo | 8:6, 6:2, 6:4           |
| 2.  | 1959 | Französische Meisterschaften | Ian Vermaak    | 3:6, 6:3, 6:4, 6:1      |
| 3.  | 1960 | Französische Meisterschaften | Luis Ayala     | 3:6, 6:3, 6:4, 4:6, 6:3 |
| 4.  | 1961 | Rom                          | Rod Laver      | 6:8, 6:1, 6:1, 6:2      |

### Doppel
| Nr. | Jahr | Turnier                      | Partner        | Finalgegner              | Ergebnis                     |
| --- | ---- | ---------------------------- | -------------- | ------------------------ | ---------------------------- |
| 1.  | 1959 | Französische Meisterschaften | Orlando Sirola | Roy Emerson Neale Fraser | 6:3, 6:2, 14:12              |
| 2.  | 1960 | Rom                          | Orlando Sirola | Roy Emerson Neale Fraser | 3:6, 7:5, 2:6, 11:11 Aufgabe |

### Mixed
| Nr. | Jahr | Turnier                      | Partnerin       | Finalgegner               | Ergebnis |
| --- | ---- | ---------------------------- | --------------- | ------------------------- | -------- |
| 1.  | 1958 | Französische Meisterschaften | Shirley Bloomer | Lorraine Coghlan Bob Howe | 8:6, 6:2 |